# Grotte Cosquer
La grotte Cosquer est une grotte ornée paléolithique située dans la calanque de la Triperie, à Marseille, au pied de la pointe de la Voile, près du cap Morgiou. D'après les datations au carbone-14 des peintures rupestres, elle a été fréquentée entre 33 000 et 18 500 ans avant le présent (AP). La grotte comporte plus de 517 figurations pariétales correspondant à deux périodes d'occupation, l'une gravettienne (27 000 ans AP) et l'autre épigravettienne ou solutréenne (19 000 ans AP).
Il s'agit également de la seule grotte ornée, connue à ce jour, dont l'entrée s'ouvre sous la mer : sa seule entrée pénétrable par les humains est un siphon sous-marin. Elle est située à 37 m sous le niveau de la mer. Lors des dernières glaciations, le niveau de la mer Méditerranée étant 110 à 120 m plus bas et le littoral 8 km plus loin, les hommes du paléolithique ont pu y accéder directement à pied sec via une galerie remontante constituant la branche amont du siphon et y laisser leurs chefs-d'œuvre pariétaux.
La grotte porte le nom d'Henri Cosquer, le plongeur qui l'a signalée en 1991 mais  la cavité était connue dès les années soixante-dix dont témoigne une illustration reproduite dans le manuel de plongée de Poulet et Barincou publié en 1971 et mentionnée par Jacques-Henri Baixe dans une publication parue en 1984 en ces termes : "Sur des pétroglyphes que la mer a protégés, comme à Cassis près de Toulon, où l'on a découvert un "Lascaux" sous-marin, on croit lire une plongée sous-marine préhistorique".

## Découverte et historique
Henri Cosquer, scaphandrier professionnel à Cassis, découvre l'entrée noyée de la grotte qui lui a été indiquée par un ami plongeur en 1985. Cette même année, il explore progressivement le boyau seul puis en compagnie d'un ami et moniteur de son club jusqu'à la « strate » (partie où le boyau se rétrécit et bifurque à 90° pour déboucher dans le lac souterrain). Henri y retourne une fois seul en 1985, découvre le lac souterrain, mais une panne de lampe l'oblige à rebrousser chemin et il en est quitte pour une belle frayeur. En juin 1990, Cosquer sollicite le concours de deux plongeurs spéléologues belges, les frères Bernard et Marc Van Espen, venus plonger à Cassis. Sur les indications d'Henri Cosquer les deux frères trouvent l'entrée du boyau à -37 mètres au pied de la pointe de la Voile, à proximité du cap Morgiou. Ils remontent le boyau en palmant lentement avec précaution près du plafond de la galerie pour éviter de soulever les particules de vase et de sédiments fins tapissant le sol et ne pas compromettre la visibilité. Ils arrivent au lac souterrain surmonté par la cloche d'air entrevue par Cosquer en 1985. Leur fil d'Ariane étant trop court, Bernard et Marc sont contraints de faire demi-tour afin de sortir en toute sécurité en suivant leur fil vers l'entrée du boyau sans pouvoir émerger dans la cloche. À ce stade, la partie exondée de la grotte n'a toujours pas été explorée.
En juin 1991, Marc Van Espen est de retour à Cassis et le 24 juin il replonge avec Cosquer, tous deux bien décidés à enfin aller au bout de ce boyau. A cette occasion, Marc Van Espen termine la mise en place du dernier tronçon du fil d'Ariane indispensable à la sécurité de la progression dans la partie immergée de la grotte,. Leur incursion dans la grotte ne dure qu'une trentaine de minutes et ne leur permet qu'une exploration succincte de la première salle sur laquelle le siphon donne directement accès. Quelques jours plus tard, le 9 juillet 1991, Cosquer décide de retourner explorer la cavité pour en estimer l'étendue en compagnie d'amis et moniteurs de son club de plongée : Cendrine Cosquer (sa nièce), Yann Gogan et Pascale Oriol. C'est lors de cette plongée que la partie exondée de la grotte est explorée de façon plus détaillée dans son ensemble. Yann Gogan aperçoit alors la trace du contour d'une main sur une paroi tandis que Pascale Oriol émet l'hypothèse d'une peinture rupestre. Cette découverte autant déconcertante qu'inattendue pousse alors « la bande des quatre » à revenir pour chercher activement d'autres traces. Plusieurs plongées en juillet et août 1991 leur permettent de découvrir les figures pariétales et de réaliser films et photos avec le concours de Thierry Pelissier et de Gilles Sourice (Fanny Broadcast – Les films du soleil),,.
Le 1er septembre 1991, survient un triple accident mortel dans la grotte. Trois plongeurs grenoblois ne retrouvent pas la sortie du boyau d'accès (175 m). Henri Cosquer et Yann Gogan participent à la récupération des corps des trois victimes dans le boyau. Deux jours plus tard, le 3 septembre 1991, Henri Cosquer déclare la grotte au Quartier des affaires maritimes de Marseille.
Le dossier est transmis à la Direction des recherches archéologiques sous-marines (DRASSM) puis au Service régional de l'archéologie dépendant du ministère de la Culture,.
Une expertise a lieu du 18 au 20 septembre 1991, avec le concours du navire de la DRASSM, l'Archéonaute. Elle est conduite notamment par Jean Courtin, préhistorien et plongeur confirmé, et par Jean Clottes, spécialiste de l'art pariétal.
Lors de l'annonce de la découverte, des doutes sont émis quant à l'authenticité des figures. Divers préhistoriens, comme Brigitte et Gilles Delluc ou Denis Vialou expriment, en effet, des réserves.
En juin 1992, une nouvelle mission permet notamment le tournage d'un film intitulé Le Secret de la grotte Cosquer.
De 2001 à 2005, cinq opérations de recherches archéologiques programmées sont organisées sous la responsabilité de Luc Vanrell (IMMADRAS (Société de travaux sous marins) / DRAC PACA / LAMPEA (LAboratoire Méditerranéen de Préhistoire Europe Afrique)), puis cinq autres de 2010 à 2015 (pas d’opération en 2012) sous la même direction, avec la collaboration de Michel Olive (DRAC PACA / LAMPEA).
Un litige oppose le ministère de la Culture et Henri Cosquer, lequel s'appuie sur la loi sur l'archéologie préventive du 17 janvier 2001 qui accorde à l'inventeur une indemnisation — indemnité forfaitaire ou intéressement pendant trente ans — versée par l'exploitant en se basant sur l'évaluation de l'intérêt archéologique de cette grotte. Henri Cosquer réclame également une récompense et la récupération d'une partie du produit de la vente de livres de photographies de la grotte.

## Protection et classement aux monuments historiques
Avec trois autres cavités (grotte de la Triperie, grotte du Figuier et grotte du Renard) de ce même secteur sensible du massif des Calanques, la grotte Cosquer fait l’objet d’un classement au titre des monuments historiques depuis le 2 septembre 1992.
La grotte n'est pas accessible au public et sa seule entrée sous-marine a été rapidement obstruée par des blocs de béton immergés par des plongeurs afin de la préserver et de prévenir d'autres accidents mortels. En 2013, un arrêté préfectoral renforce la protection du site en interdisant toute plongée et mouillage dans un rayon de 500 mètres autour de la pointe de la Voile. En 2015, les blocs de béton sont remplacés par une grille en acier inoxydable.

## Contexte géologique et hydrogéologique

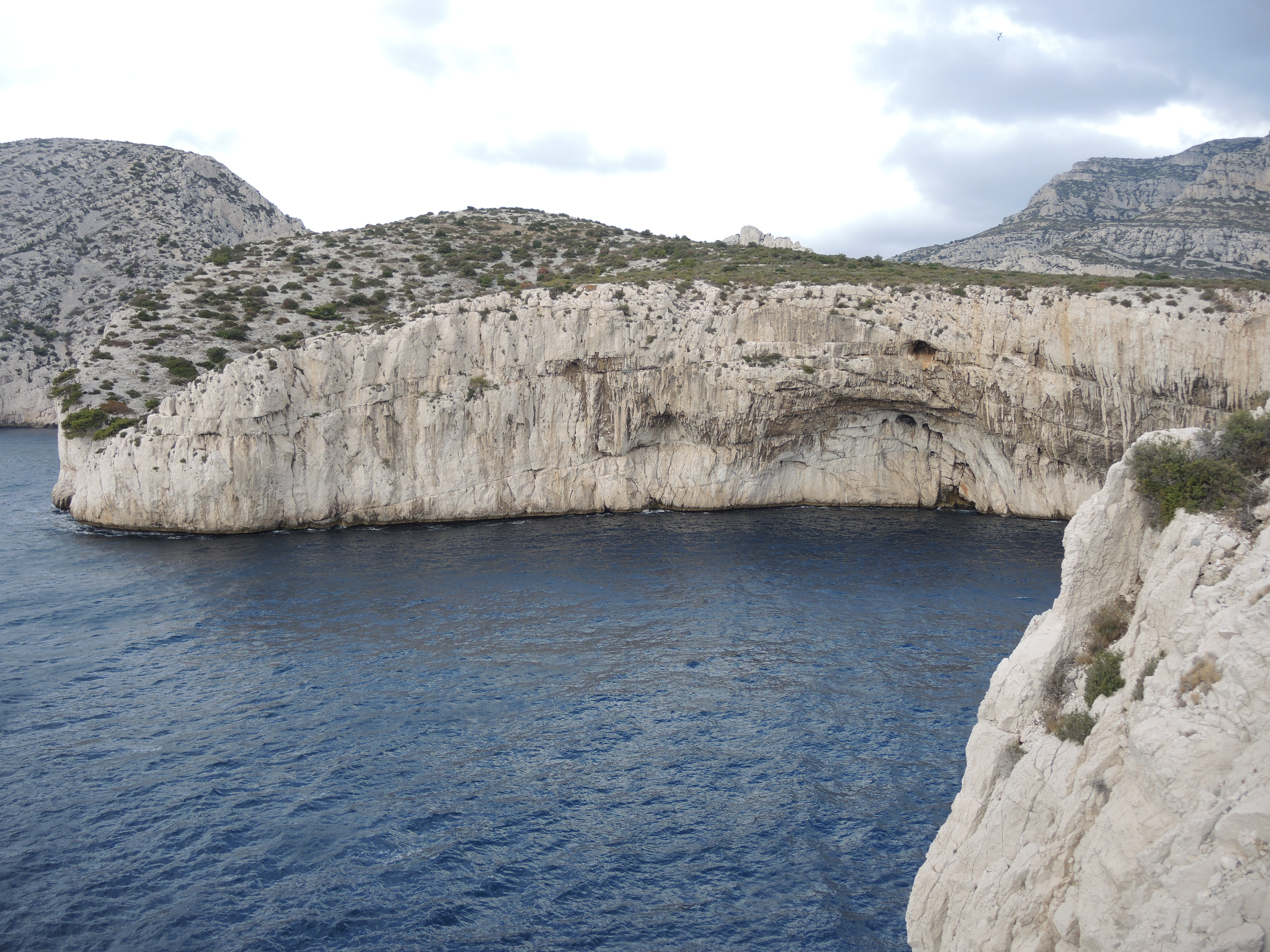
Calanque de la Triperie.

La grotte Cosquer est située dans les calcaires urgoniens (Crétacé inférieur) dans une falaise des Calanques surplombant la mer et située entre Marseille et Cassis,,. Les cavités karstiques et les exsurgences comme celle de la Calanque de Port-Miou ne sont pas rares dans la région. La grotte Cosquer est probablement aussi une ancienne résurgence, ou exsurgence, comme l'exsurgence de Port-Miou ou l'émergence du Bestouan et a dû être creusée dans les calcaires par une ancienne rivière souterraine alors que le niveau de la mer était beaucoup plus bas. Lorsque le cours d'eau souterrain a progressivement abandonné son parcours par enfouissement progressif, la galerie d'accès est devenue fossile (galerie sèche), ou à tout le moins exondée, et pénétrable à l'homme. Celui-ci a-t-il remonté la galerie à pied sec ou a-t-il suivi l'amont d'un petit ruisseau souterrain, il est impossible de le savoir, mais les deux éventualités sont envisageables.

## Élévation du niveau de la mer au début de l'Holocène

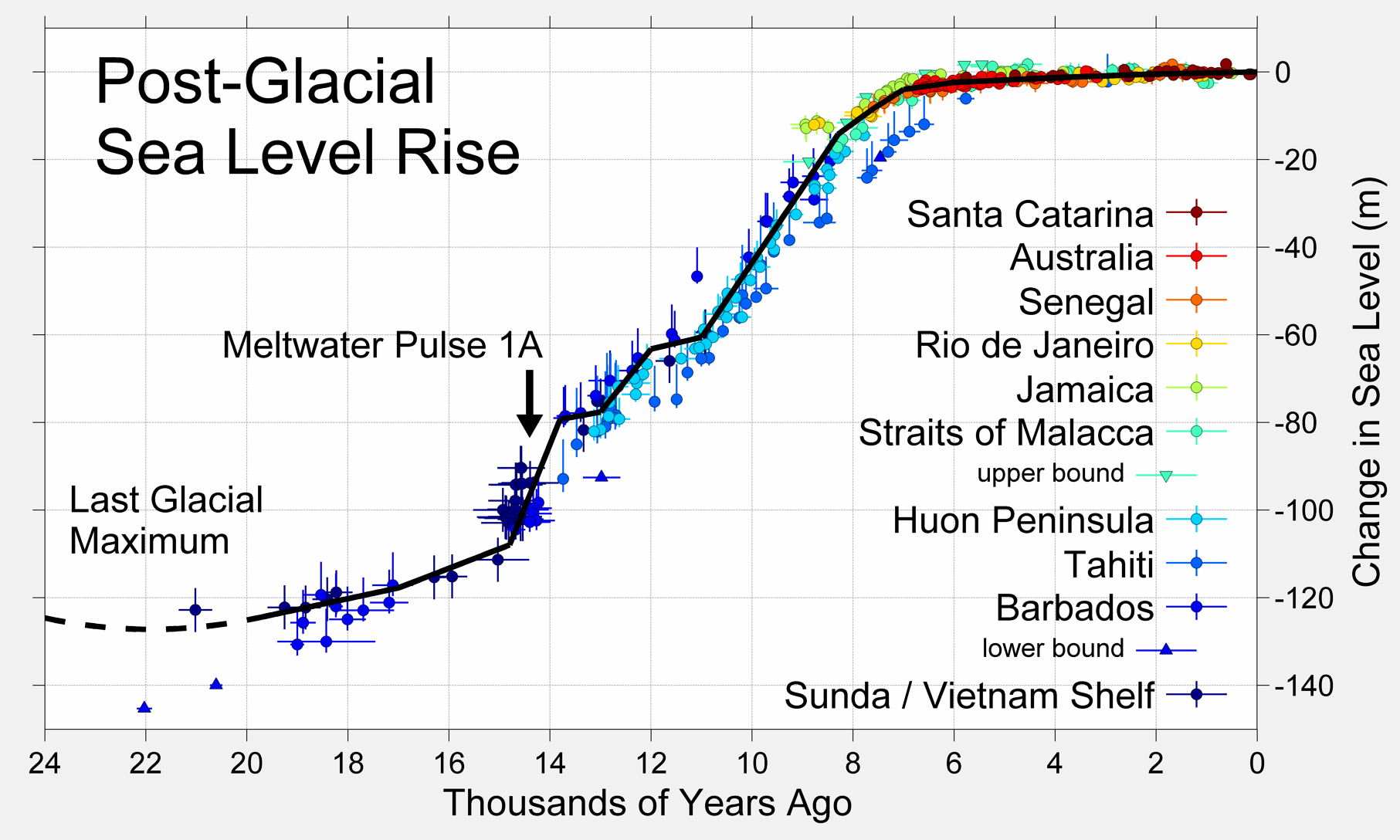
Élévation du niveau de la mer après le dernier maximum glaciaire.

Il y a 20 000 ans, lors du dernier maximum glaciaire, une grande quantité d'eau provenant de l'évaporation des océans était stockée sur les terres émergées des continents sous forme de calottes glaciaires et le niveau de la mer était de 110 à 120 mètres plus bas qu'aujourd'hui. Le rivage de la mer Méditerranée se situait alors à plus de 8 kilomètres de l'emplacement de la grotte. À la fin de la dernière période glaciaire, lors de l'élévation du niveau de la mer au début de l'Holocène (en), l'entrée de la grotte a été progressivement submergée,.

## Description de la cavité

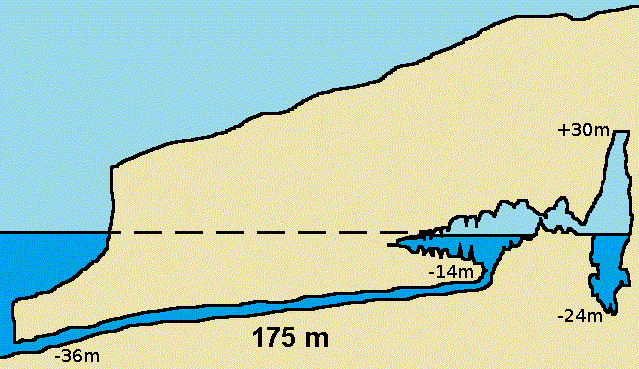
Coupe schématique de la grotte Cosquer.

La grotte n'est aujourd'hui accessible que par une galerie étroite longue de 175 mètres, dont l'entrée se trouve à 37 mètres au-dessous du niveau actuel de la mer.
La grotte comporte plusieurs parties émergées et immergées :
Les parties émergées
- la Salle Nord ;
- la Grande Salle ;
- la « Plage »
- l'Arche ;
- le Chaos ;
- la Salle du Félin.

Les parties immergées, en tout ou en partie
- le Petit Puits noyé ;
- la Salle Basse ;
- le Grand Puits noyé ;
- la Galerie d'accès.

Les parties émergées de la grotte se comportent comme une cloche d'air étanche en surpression (~ 1,2 m de colonne d'eau par rapport à la pression atmosphérique externe), tel que l'attestent les mesures des profondimètres des plongeurs. Le niveau d'eau à l'intérieur de la cavité fluctue également au cours de l'année. Plusieurs peintures rupestres se trouvent déjà sous le niveau actuel de l'eau. 

## Art pariétal

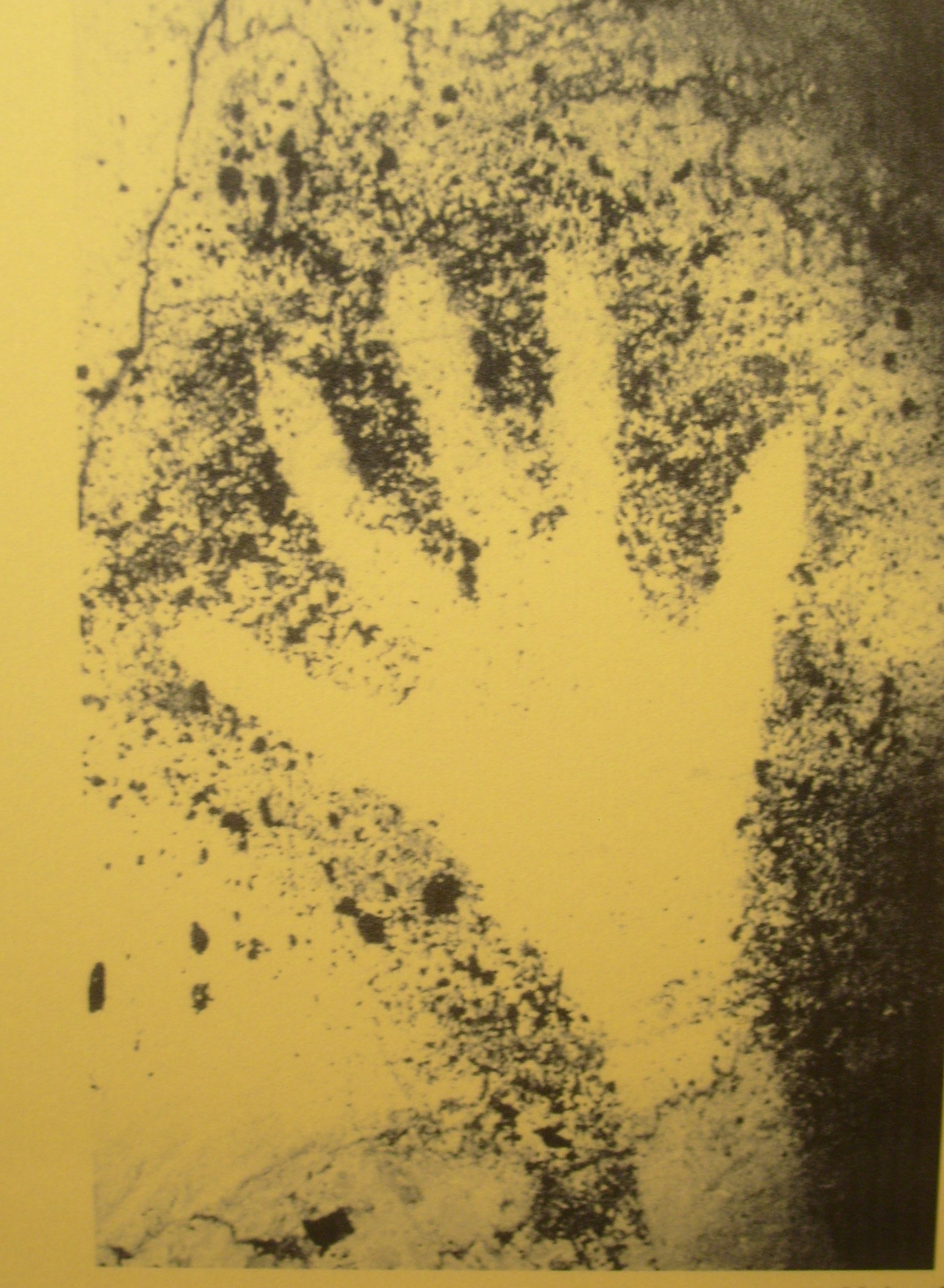
Grotte Cosquer, reproduction d'une main humaine en négatif, datée de 27000 ans avant le présent (AP : avant 1950), Saint-Germain-en-Laye, musée d'Archéologie nationale.

La grotte abrite plusieurs dizaines d'œuvres peintes et gravées du Paléolithique supérieur. Des datations au radiocarbone (14C), effectuées sur des charbons de bois récoltés au sol et sur des particules de pigment charbonneux prélevés directement sur les peintures, ont permis de situer avec précision les deux phases principales de l'art de cette caverne, pressenties grâce aux superpositions et au style des figurations dès la première expertise, en septembre 1991. Ces œuvres correspondent à deux phases d'occupation distinctes :
- une phase ancienne comportant des mains négatives et des tracés digitaux, datant d'environ 27 000 ans avant le présent (AP : avant 1950) (Gravettien)[24]. La grotte compte 65 mains négatives, 44 noires et 21 rouges, réalisées par la technique du pochoir[12], en soufflant, lèvres serrées, du colorant dilué dans la bouche sur la main appliquée sur la roche. La plupart de ces tracés de main ont été réalisés sur fond noir en projetant du pigment charbonneux, les autres sur fond rouge (projections d'argiles rouges et ocres). Jusqu'à la découverte de la grotte Chauvet en 1994, les mains de la grotte Cosquer étaient les plus anciennes peintures au monde à pouvoir être datées avec précision[2] ;
- une phase plus récente comportant des signes ainsi que des peintures et des gravures figuratives essentiellement animales, datant d'environ 19 000 ans AP (Solutréen ou Épigravettien). Les animaux figurés durant cette deuxième phase sont classiques pour la plupart : les chevaux sont les animaux les plus représentés avec 63 spécimens, suivis de 28 bouquetins, 17 cervidés, 10 bisons et 7 aurochs. On note aussi la présence originale de 16 animaux marins, comme 9 phoques, 3 grands pingouins, des méduses, des poissons ou des cétacés. En tout, 177 animaux ont été recensés[12]. Une gravure a été interprétée comme une représentation du thème de l'« homme blessé ». De très nombreux signes (216) dont huit représentations sexuées (deux masculines et six féminines) complètent cet inventaire.

Comme pour les autres grottes ornées, la motivation des peintures et des gravures reste complètement inconnue. On ne peut qu'émettre des hypothèses, par exemple que la grotte constituait un sanctuaire pour les hommes du Paléolithique supérieur. Ceux-ci ont aussi exploité la calcite (CaCO3) des concrétions calcaires pour un usage encore indéterminé.

## Fréquentation préhistorique de la grotte
Que ce soit pour la première ou la deuxième phase de fréquentation préhistorique, les hommes n'ont pas laissé de vestiges prouvant qu'ils ont pu habiter de façon permanente la partie la plus reculée et actuellement exondée de la grotte située tout à l'extrémité du boyau remontant actuellement inondé. Si d'éventuelles traces d'anciennes occupations près de l'entrée, ou du début de la galerie d'accès, ont un jour existé, elles ont depuis longtemps été détruites, ou emportées, par la montée des eaux de la mer à la suite du réchauffement de la période interglaciaire et de la fonte des inlandsis et des calottes glaciaires. L'absence d'ossements, la rareté des outils et des indices d'activités quotidiennes laissent penser à des incursions brèves au fond de la grotte liées à la réalisation des dessins et éventuellement à des cérémonies.

## Réplique partielle de la grotte

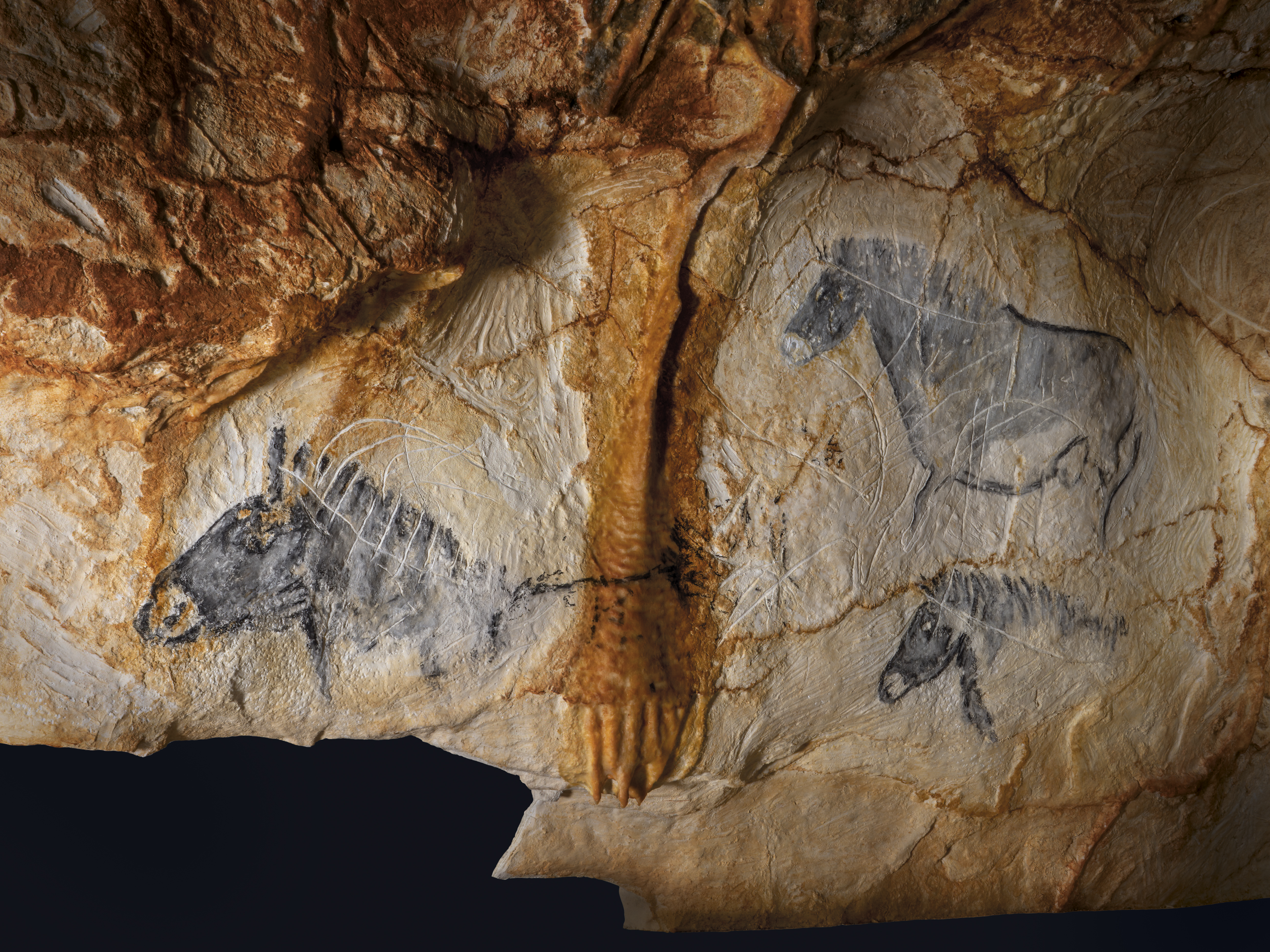
Réplique du panneau des chevaux de la grotte Cosquer

Un relevé tridimensionnel multicouche très détaillé a été réalisé au scanner laser 3D rotatif de haute précision à l'intérieur de la cavité par les archéologues assistés d'un topographe équipé d'un tachéomètre (station totale),. La numérisation très fine (jusqu'à quelques micromètres) en 5 couches superposées de résolution croissante, selon les besoins de détails, a permis de confectionner une réplique partielle très fidèle de certaines œuvres pariétales les plus marquantes de la grotte,.
À l’entrée du Vieux-Port de Marseille, ce fac-similé de parties ornées parmi les plus belles de la grotte est ouvert au public depuis juin 2022, sur l'esplanade J4 du port, dans la Villa Méditerranée située à côté du Mucem,. Ce centre d'interprétation est animé par Kléber Rossillon, la structure déjà chargée de la réplique de la grotte Chauvet en Ardèche.
Cette réplique partielle de la grotte contribue à pérenniser sa mémoire et au grand public d'en prendre connaissance. Ce site culturel représente également un atout touristique pour la ville de Marseille,,. Un an après son ouverture en juin 2022, le site a trouvé son public : 809 196 visiteurs ont été recensés pour une prévision initiale de 600 000.

#### Romans et bande dessinée
Quelques œuvres de fiction préhistorique ont pour cadre la grotte :
- Jean Courtin, Le Chamane du bout du monde, Seuil, 1998, 390 p. (ISBN 978-2-02-030682-9).
- Jean-Marie Cuzin, Gilbert Buti et Olivier Raveux, Histoire de Marseille. Tome 1 « De la grotte Cosquer au Roi Soleil ». Bande dessinée, Éditions du Signe, 2012 (ISBN 978-2-7468-2805-6, lire en ligne).
- Jacques Collina-Girard, La Caverne engloutie. La grotte Cosquer, regard sur la Préhistoire des Calanques. Roman (essai) faisant suite à un dossier scientifique, Édition Mémoires millénaires, 5 mai 2022, 154 p. (ISBN 978-2-919056-87-3, lire en ligne).

#### Radio et podcasts
- Antoine Beauchamp, « Grotte Cosquer, emportée par la houle », sur France Culture, 16 décembre 2021.
- Vincent Charpentier (Carbone-14), « Cosquer, la grotte engloutie des calanques », sur France Culture, 22 janvier 2022 (consulté le 4 juin 2022).

#### Documentaire
- Marie Thiry, « La grotte Cosquer – Un chef-d'œuvre en sursis », sur Arte, juin 2022 (consulté le 4 juin 2022).

#### Bases de données et dictionnaires
- Ressource relative à l'architecture :   - Mérimée
- Notices dans des dictionnaires ou encyclopédies généralistes :   - Den Store Danske Encyklopædi
  - Gran Enciclopèdia Catalana
  - Universalis
- Notices d'autorité :   - VIAF
  - Israël